# تپه حمام خرابه ۱۱ - K
تپه حمام خرابه ۱۱ - K مربوط به دوران‌های تاریخی پس از اسلام است و در شهرستان کنگاور، روستای خمیس آباد واقع شده و این اثر در تاریخ ۱۰ دی ۱۳۸۱ با شمارهٔ ثبت ۶۶۱۴ به‌عنوان یکی از آثار ملی ایران به ثبت رسیده است.